# Slzy nože
Slzy nože (francouzsky Larmes de couteau), H. 169, je jednoaktová opera Bohuslava Martinů z roku 1928. Poprvé ji provedla až 22. října 1969 Miniopera Státního divadla Brno.

## Inscenační historie
Po neuvedení v Baden-Badenu se Martinů nepodařilo zajistit ani žádnou inscenaci v Paříži. Od počátku 30. let 20. století přesměrovával svou aktivitu do Československa a roku 1934 nabízel Slzy nože Jindřichu Honzlovi, režisérovi Osvobozeného divadla a sympatizantovi francouzské a české avantgardy, ale bez výsledku. Když se však roku 1945 o inscenování Slz nože zasazoval Martinů přítel, hudební vydavatel a organizátor Karel Šebánek, Martinů s díky odmítl: „Larmes du couteau je už dnes daleko za mnou, byla to příležitostná věc, spíše mi to dnes u nás uškodí“. Skladatel již o jejich uvedení neusiloval a za jeho života k němu nedošlo.
Premiéru této opery – v českém překladu Evy Bezděkové – proto připravila až koncem 60. let 20. století experimentální scéna Státního divadla Brno Miniopera, hrající v divadle Reduta. Konala se 22. října 1969 a inscenace Slz nože byla kombinována se Stravinského Příběhem vojáka, „čteným, hraným a tančeným“ dílem podobné poetiky z roku 1918.
V českých zemích ji pak uvedlo:
- roku 1982 Národní divadlo, a to v budově Tylova divadla v originální kombinaci se Služkou paní G. B. Pergolesiho a Eufridem před branami Tymén Josefa Berga,[6]
- roku 1988 Operní studio Akademie múzických umění v Praze v divadle DISK v kombinaci se Zasnoubením při lucernách Jacquese Offenbacha,[7]
- roku 1996 Janáčkova akademie múzických umění v Brně v Bezbariérovém divadle Barka v kombinaci s operou Pimpinone G. P. Telemanna,[8]
- roku 1996 Národní divadlo Brno v divadle Reduta kombinaci a Martinů balety Kuchyňská revue a Podivuhodný let,[9]
- roku 2015 Janáčkova akademie múzických umění v Brně v Divadle na Orlí v kombinaci s operou Zhasnutí Jiřího Najvara.[10]

Ze zahraničních inscenací lze uvést:
- roku 2002 v podání Atelier du Rhin - Théâtre de la Manufacture v Colmaru a následně v Athénée Théâtre Louis-Jouvet v Paříži, v kombinaci s Martinů aktovkou Dvakrát Alexandr,[11]
- roku 2010 v Českém centru v Paříži,[12]
- roku 2012 v podání Long Beach Opera, v kombinaci s operou Prsy Tresiovy Francise Poulenca,[13]
- roku 2015 ve Frankfurtu nad Mohanem, scéna Bockenheimer Depot, spolu s Martinů aktovkami Dvakrát Alexandr a Veselohra na mostě.[14]

## Osoby a první obsazení
| osoba                                        | hlasový obor      | premiéra (22. října 1969) |
| -------------------------------------------- | ----------------- | ------------------------- |
| Eleonora                                     | soprán            | Jaroslava Janská          |
| Matka                                        | mezzosoprán (alt) | Libuše Lesmanová          |
| Satan                                        | baryton           | René Tuček                |
| Sousedé, přeludy snu (němé role – tanečníci) |                   |                           |
| Dirigent: Václav Nosek                       |                   |                           |
| Režie: Luboš Ogoun                           |                   |                           |
| Scéna: Vojtěch Štolfa                        |                   |                           |
| Kostýmy: Alois Vobejda                       |                   |                           |

## Děj opery
Uprostřed scény visí oběšenec – soused Saturnus. Matka a Eleonora za zvuků triviálního valčíku debatují o hudbě: obě ji milují, ale Eleonora protestuje, že miluje jinou hudbu než matka. Než stačí hádka vzplanout, spatří Eleonora oběšence a ihned se do něj vášnivě zamiluje. Matka ji peskuje, ale nic s ní nepořídí, i když ji nabádá všímat si tělesných aspektů lásky a připomíná jí, že dnes má Eleonoře přijít vyznat lásku fešný pan Satan, po kterém všehny ženy blázní (scéna 1 – dialog J'aime la musique, zpěv matky Songe aux nuits d'amour). Satan přichází s kyticí nasbíranou na hrobech nesmrtelných lásek a vyznává lásku hned matce i dceři, protože miluje všechny ženy. Eleonora však trvá na svém oběšenci. Satan tedy oddává Eleonoru a oběšence před shromážděnými sousedy a pak odvádí matku stranou (scéna 2 – Satanův zpěv Madame! Prenez ces fleurs a svatební obřad Le mariage est une opération).
Eleonora osamí se svým novomanželem na líbánkách, nedaří se jí však přesvědčit ho, aby opětoval její vášeň (scéna 3 – árie Oh, miel de lune). Objeví se Satan, předvádí Eleonoře bušení svého srdce a přesvědčuje ji, že k lásce je třeba alespoň tří, jenže Eleonora ho nervózně odbývá (scéna 4 – Un, deux, trois…). Když se Satan vzápětí znovu objeví v podobě černošského cyklistického závodníka, napadá Eleonoru laškovat s ním, aby vzbudila žárlivost svého muže. I její matka nalézá v cyklistovi zalíbení. Pak ale cyklistova hlava pukne a je vidět ďáblovu tvář; Eleonora s hrůzou klesá, zatímco matku to nevyvede z rovnováhy (scéna 5 – dialog Quel est ce machiniste?).
Eleonora si stěžuje, že nedokázala vzbudit vášeň ve svém oběšeném choti, a probodne se. Oběšenec začíná snít o dámských nožkách pokopávajících si s Eleonořinou hlavou (scéna 6 – zpěv Eleonory En vain j'ai voulu faire battre a snová pantomimická scéna). Matka se vrací a nalézá Eleonoru mrtvou; obviňuje oběšence z vraždy. Jeho provaz se přetrhne, oběšenec spadne, obživne a sklání se nad Eleonorou, načež ožívá i ona. Eleonora oběšenci vyznává lásku a oba spočinou v milostném objetí. Matka jejich cukrování se zalíbením sleduje. Tu se i oběšencova hlava rozpraskne a ukáže se Satan. Eleonora je zděšena a chytí se za srdce. I matka se zhrozí ďábla, ale musí uznat, že je stále přitažlivý. Pobavený Satan oběma posílá vzdušné polibky a prchá. Matka laje nevěrníkovi, zatímco Eleonora pláče: „Jsem ubohá nepochopená žena!“ (závěrečná scéna 7 se zpěvem matky Une mère est sans repos, zpěvem Satana  Oh! Amour! Ouais!, milostným duetem Oh, mon pendu a závěrečným tercetem Ah mon Dieu / Quel horreur).

## Instrumentace
Klarinet, hoboj, altsaxofon, fagot, dvě trubky, dva pozouny, tam-tam, banjo, klavír, dvoje housle, violoncello + akordeon za scénou.